# Kopa Popradzka

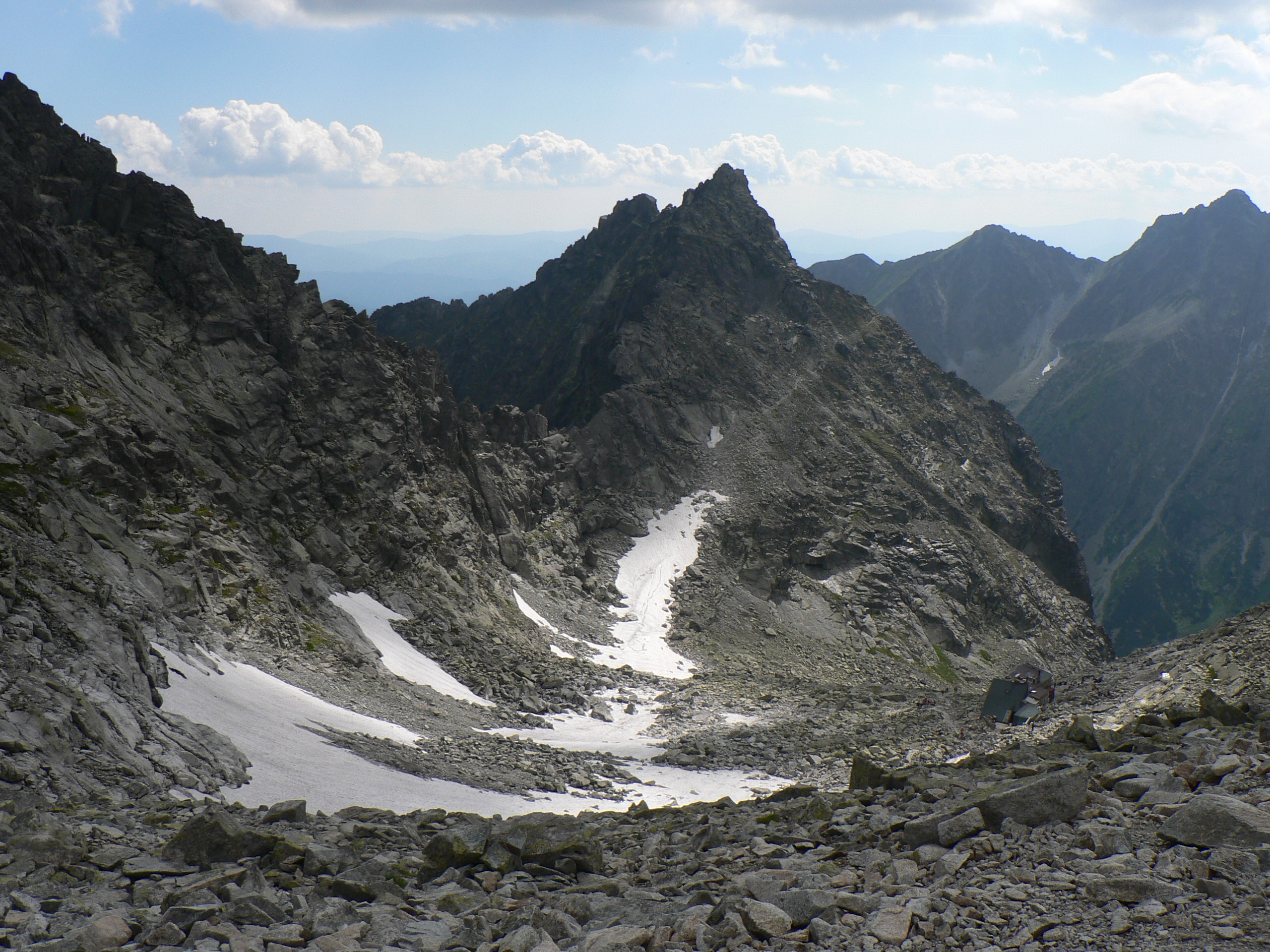
Kopa Popradzka ze szlaku na Rysy

Kopa Popradzka (słow. Kôpky, niem. i węg. Kopki, 2355 m n.p.m.) – czterowierzchołkowy, rozłożysty masyw w południowo-zachodniej grani Ciężkiego Szczytu w słowackich Tatrach Wysokich. Od górnej części tej grani (Smocza Grań) oddziela go Przełączka pod Kopą Popradzką (2246 m), od dolnej części (Popradzka Grań) Wyżnia Popradzka Przełączka. Masyw Kopy Popradzkiej oddziela Dolinę Żabią Mięguszowiecką od Dolinki Smoczej.

## Topografia
W masywie Kopy Popradzkiej wyróżnia się kolejno:
- Wielka Kopa Popradzka (Veľká kôpka),
- Zadnia Popradzka Ławka (Zadná lávka v Kôpkach),
- Zadnia Popradzka Czuba (Zadný zub v Kôpkach),
- Pośrednia Popradzka Ławka (Prostredná lávka v Kôpkach),
- Skrajna Popradzka Czuba (Predný zub v Kôpkach),
- Skrajna Popradzka Ławka (Predná lávka v Kôpkach),
- Mała Kopa Popradzka (Malá kôpka).

Kopa Popradzka góruje nad dolinami:
- od zachodu nad Doliną Żabią Mięguszowiecką,
- od wschodu nad Dolinką Smoczą,
- od południa nad Doliną Mięguszowiecką.

## Nazewnictwo
Nazwę Kopa Popradzka ostatecznie ustabilizował Stanisław Eljasz-Radzikowski w 1903 r. Pochodzi ona od Popradzkiego Stawu. Wcześniejsze nazwy to: Kopki, Kopa, Kopa Mięguszowiecka i Siarkan. Małą Kopę Popradzką nazwał „Taternik” w 1934 r.

## Historia
Pierwsze odnotowane wejścia:
- letnie – topografowie austriaccy w czasie pomiarów, zapewne kapitan Josef Gans, w latach 1896–1897,
- zimowe – Gyula Hefty i Gyula Komarnicki, 22 marca 1913 r.[3]